# 둔산대로
둔산대로는 대전광역시 서구 만년동에서부터 둔산동에 이르는 길이다. 서구를 동서로 관통하며, 대전문화예술의전당, 대전시립미술관, 한밭수목원, 평송청소년문화센터 등 주요 시설이 있다.

## 경유지
갑천삼거리 - 만년네거리 - 둔산대공원삼거리 - 평송네거리

## 도로 정보
- 길이 :2.20km
- 너비 : 전 구간 왕복 8차로